# Милорад Ћоровић
Милорад Ћоровић ( Сарајево, 25. новембар 1932 — Требиње, 10. април 2010) био је српски академски сликар, професор сликарства, декан Академије Ликовних умјетности у Сарајеву, оснивач и први декан Академије ликовних умјетности у Требињу, и редовни члан Академије наука и умјетности Републике Српске.

## Биографија
У Сарајеву је завршио основну школу, гимназију и Школу примијењених умјетности. У Београду је дипломирао сликарство на Академији ликовних уметности.
Био је редовни професор на одељењу за сликарство на Академији ликовних умјетности у Сарајеви и декан те Академије. У рату је напустио Сарајево и живео у Требињу. У Требињу је 1995. основао Академију ликовних умјетности. Био је редовни члан и члан одбора за умјетност Академије наука и умјетности Републике Српске. За дописног члана АНУРС је изабран 27. јуна 1997, а за редовног 8. децембра 2006. године. Преминуо је у 78. години живота у Требињу.
Ћоровић је познат по сликању ониричких пејзажа у којима је брисао границу између предметног и доживљајног, стварног и фантастичног. Честа инспирација у његовом сликарству био је херцеговачки крш. У младости се бавио и филмом, интересовао за филмску режију. Глумио је мање улоге у неколико филмова. Познат је његов циклус изванредних цртежа у угљену у којима је маестрално приказан бик у покрету што је био повратак коренима сликарства и сликарским архетиповима из пећинског сликарства Алтамире. У последњим годинама живота радио је портрете Требињаца исцрпљених ратом и његовим последицама. Његови радови, слике и цртежи били су излагани на многим репрезентативним изложбама југословенског, босанскохерцеговачког и српског сликарства. Сматра се једним од најзначајнијих сликара у сликарству Босне и Херцеговине у другој половини двадесетог века. О његовом сликарству је објављено на десетине есеја и студија и „Монографија: Милорад Ћоровић” у којој се може стећи увид у све битније фазе његовог стваралаштва.